# 蘆屋線
芦屋線（日语：／ Ashiya sen */?）是过去连接福岡縣遠賀郡遠賀村（今遠賀町）的鹿兒島本線遠賀川站和同郡芦屋町的筑前芦屋站，隶属于日本國有鐵道的铁路线，于1961年6月1日废除。

## 概要
位于福岡縣芦屋町，属于日本陸軍的芦屋飞行場在第二次世界大战后被驻日美军所接受，转为了美国空军芦屋基地。为向芦屋基地运送建筑材料、燃料、吉普车、卡车等物资，专门建设了进驻军专用侧线，即芦屋线。由于特殊的建设目的，建设费用由大藏省以终战处理费的名义支出。路基大多利用了旧芦屋鐵道（1915年开业，1931年废除）的废线迹。1950年开始，大藏省开始向国铁委托车站业务，开始运输一般旅客。同年，随着朝鲜战争的爆发，作为运输基地的芦屋基地的物资运输量大幅增加。
然而，由于芦屋线为委託路线，并不被认为是正式的国铁线。尽管九州地区版的时刻表中收录了该线，但它并未收录于全国版之中。在九州地区版本的时刻表中，同时收录了“筑前芦屋”和“芦屋乘降场”两处的时刻，原因至今众说纷纭。
遠賀川站并无芦屋线专用的站台，当时实际同室木線共用。
在当时的时刻表中，筑前芦屋站位于遠賀川站起点5.5 km处，而芦屋乘降场则位于6.2 km处。由于筑前芦屋的操作室位于基地外，而乘降场则据称指的是于基地内设置的站房，因此筑前芦屋站本身实际上跨越了基地。
此外，九州内各线路所售卖的车票并不同芦屋线相流通。在换乘芦屋线时，距离计算在遠賀川站停止，而在芦屋线内需要另行支付车费。
在运营末期，远贺川的両岸开始开行运行于折尾和芦屋之间的巴士线路，使得乘客大幅减少。此时运行的旅客列车，实际上运行的是由1辆蒸汽机车牵引的1节客车车厢、1节用于物资运输的货车车厢（例如用于燃料运输的油罐车）组成的客货混合列车。
1961年，伴随着芦屋基地返还至日本，芦屋线全线废除。

## 路线数据（废除时）
- 营业距离：10.4 km（含折尾站 - 遠賀川站的4.2 km）。

- 轨距：1067mm

- 车站数：2站（含起终点站，另有1个乘降场）

- 复线区间：无（全线单线）

- 电气化区间：无（全线非电化）

- 营业系数：800

- 班次数：下行5班、上行6班

## 沿革
- 1947年（昭和22年）3月2日 开业（仅美军基地相关人员）
- 1950年（昭和25年）2月10日[3] 开始向一般旅客开放。
- 1961年（昭和36年）6月1日 全线废除。